# MP Xpress
Pour les articles homonymes, voir Xpress.
MP Xpress sont des montagnes russes inversées du parc Movie Park Germany, situé à Bottrop, en Rhénanie-du-Nord-Westphalie, en Allemagne. 

## Le circuit
Il y a 5 inversions avec ces éléments: un sea serpent roll, un immelmann et un double spin. C'est le même parcours que les autres attractions du modèle Vekoma SLC 689.

## Les trains
MP Xpress a 2 trains de 10 wagons. Les passagers sont placés à deux sur un seul rang pour un total de 20 passagers par train.